# Doleib Hill
Doleib Hill war ursprünglich eine Missionsstation der amerikanischen Africa Inland Mission im südlichen Sudan.

## Geographie
Der Ort liegt heute ca. 16 km südlich der Stadt Malakal, auf dem Ostufer des Sobat River bei Taufikia. Das Gebiet gehörte ursprünglich zur Provinz Upper Nile der Sudan, heute ist es Teil des Bundesstaates Upper Nile des Südsudan.
Auf dem gegenüberliegenden Ufer Liegt der Ort Ofyu. Im Norden ist Falo der nächste Ort.

## Geschichte
Doleib Hill wurde während der Zeit gegründet, als der Anglo-Ägyptische Sudan ein Kondominium des Britischen Weltreichs und des Königreichs Ägypten war (bis ins 20. Jahrhundert).
Der Ort entwickelte sich zu einem wichtigen Zentrum der Bildung und Religion unter den Schilluk (lokal: „Shulla“). 
Der Reverend J. Alfred Heasty lebte ab 1921 in Doleib Hill und wurde ein anerkannter Experte zu Sprache und Kultur der lokalen Shulla.
Die Shilluk (Shulla) waren in erster Linie Hirten, die ihren Reichtum und sozialen Status an der Anzahl der Rinder bemaßen. Sie hatten Skrupel, Kühe zu töten, würden aber Rindfleisch essen. Daneben betrieben sie Fischfang und sammelten auch essbare wilde Pflanzen.

### Bürgerkriege
Während des Ersten Sudanesischen Bürgerkriegs (1955–1972) wurde die Schule zwangsweise von Regierungstruppen geschlossen. Die Regierung des Sudan bekämpfte die christianisierte gebildete Elite, die als Rebellen behandelt wurde. Im Juli 1965 war der Schulleiter der Mädchenschule in Doleib Hill einer der ersten, der gefoltert und getötet wurde.
Die Schule wurde nach dem Addis-Abeba-Abkommen (1972) wieder eröffnet, aber nach dem Ausbruch des Zweiten Sudanesischen Bürgerkrieg (1983–2005) erneut geschlossen.
Die Schulgebäude wurden ab 1983 als Garnison der Sudanesischen Regierungstruppen benutzt.
Ende des Jahres 1986 und Anfang 1987 attackierten Rebellen der Gruppierung Anyanya-2 die Schilluk-Dörfer in der Umgebung von Doleib Hill und Taufikia mehrfach. Mehrere hundert Zivilisten wurden dabei getötet.
1991 hatte die Lou Nuer Anyanya-2 Miliz ihr Hauptquartier bei Doleib Hill. Der Anführer war Yohannes Yual, der seinen Bruch mit Riek Machars SPLA-Nasir erklärte.
1995 gewährte Riek Machar dem Kommandanten Gordon Kong Banypiny eine Amnestie, der bereits für eine ethnisch motivierte Attacke gegen Nasir verurteilt worden war. Er hatte dabei gegen eine andere Sektion der Nuer innerhalb der SSIA-Truppen gekämpft. Nachdem er in der Region Waat erfolglos versucht hatte, Unterstützung anzuwerben, floh Gordon Kong nach Doleib Hill, welche damals von einer Miliz unter Mabur Dhol, einem ehemaligen Soldaten der Anyana besetzt war. Von dort begab er sich nach Malakka, wo er Waffen von der Regierung erhielt.
Seit 2011 gehörte Doleib Hill zur Nordregion des neuen Südsudan.